# Präfektur Agoè-Nyivé

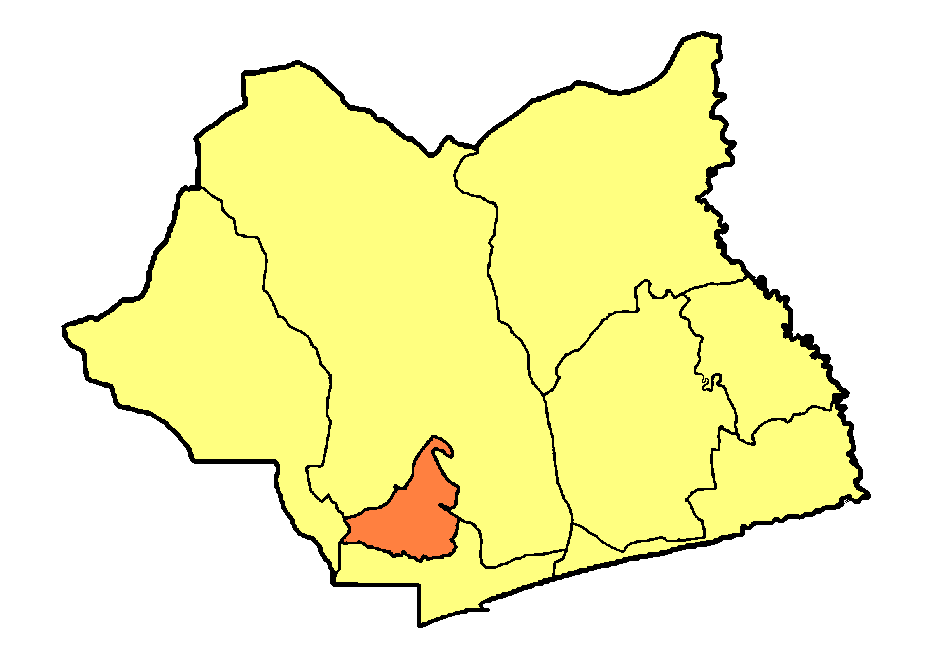
Lage der Präfektur Agoè-Nyivé innerhalb der Region Maritime.

Die Präfektur Agoè-Nyivé ist eine Präfektur in Togo. Sie umfasst den nördlichen Teil der Hauptstadt Lomé in der Region Maritime im Südwesten des Landes und ist mit 882.695 Einwohnern (Stand: 2022) die zweitbevölkerungsreichste des Landes. Verwaltungssitz ist Agoè-Nyivé. Die Präfektur wurde im Jahr 2016 gebildet und ist in sechs Kommunen unterteilt.
Seit 2019 bildet die Präfektur Agoè-Nyivé zusammen mit der Präfektur Golfe den Autonomen Distrikt Groß-Lomé (District Autonome du Grand Lomé), der die Hauptstadtregion einheitlich verwalten soll. Sie grenzt im Norden und Osten an die Präfektur Zio, im Süden an die Präfektur Golfe und im Westen an die Präfektur Avé.

## Kantone in der Präfektur Agoè-Nyivé
Die sechs Kommunen der Präfektur Agoè-Nyivé sind deckungsgleich mit folgenden sechs Kantonen:
| Kanton     | Einwohner | Kommune      | Präfektur vor 2016 |
| ---------- | --------- | ------------ | ------------------ |
| Agoè-Nyivé | 317.255   | Agoè-Nyivé 1 | Golfe              |
| Legbassito | 128.164   | Agoè-Nyivé 2 | Golfe              |
| Vakpossito | 47.554    | Agoè-Nyivé 3 | Golfe              |
| Togblé     | 154.431   | Agoè-Nyivé 4 | Golfe              |
| Zanguéra   | 125.097   | Agoè-Nyivé 5 | Golfe              |
| Adétikopé  | 110.194   | Agoè-Nyivé 6 | Zio                |